# Gochtial
Gochtial (a veces escrito gotchial, goatchial, gostial, cochetial), es una especialidad bretona del tipo pan-brioche, preparada en Francia sobre la costa del océano Atlántico.

## Origen
En bretón gochtial, gwestall o gwestell significa "pastel".
Su origen geográfico se encuentra en el golfo de Morbihan, más concretamente en la península de Rhuys, en el municipio de Saint-Armel, Francia. Esta especialidad redonda y curvada con una miga densa existe desde el siglo XIX y se cree que se originó en una panadería de la comuna de Le Hézo. El gochtial se realizó con motivo del día de San Vicente, el 22 de enero.
Ese día, todos los habitantes de la península de Rhuys llevaban su gochtial al horno del panadero. Esta tradición se ha perpetuado en honor a San Vicente, que es el patrón de los viticultores.

## Ingredientes
La receta exacta sigue siendo un secreto, pero los ingredientes deben incluir harina de trigo, masa de pan fermentada, leche fresca, mantequilla, azúcar, huevos, levadura de panadería y sal.